# Bracon crenatostriatus
Bracon crenatostriatus är en stekelart som beskrevs av Gaspard Auguste Brullé 1846. Bracon crenatostriatus ingår i släktet Bracon och familjen bracksteklar. Inga underarter finns listade.